# Fertőszentmiklós
Fertőszentmiklós (németül: Sankt Niklaus am Neusiedlersee, horvátul: Nikola) város Győr-Moson-Sopron vármegyében, a Soproni járásban található.

## Fekvése
Magyarország északnyugati részén, az Ikva-síkon helyezkedik el, Soprontól 28 kilométerre délkeletre. 125 méteres tengerszint feletti magasságban fekszik. Talaja felső pliocén agyag és homok, erre rakódott le a homok, agyag, vályog és löszvályog. Ezért laza üledékes illetve és löszös üledékes barnaföld és barna erdőtalaj. A térségben a szántóföldi növénytermesztés mellett jelentős az erdőgazdálkodás. Történelmi hagyományai vannak a szőlőtermesztésnek.

### Megközelítése
A településen keresztülhalad, annak főutcájaként a Győrt Sopronnal összekötő 85-ös főút, az a legfontosabb közúti megközelítési útvonala. A közelben lévő három határátkelőhely, Pomogy, Sopron és Kópháza forgalma is Fertőszentmiklóson keresztül bonyolódik le, bár az M85-ös autóút forgalomba helyezése jelentősen enyhítette a település közlekedési terhelését.
A környező települések közül Petőházával és Fertőd Süttör községrészével a 8519-es út, Fertőd központjával a 8521-es út, Csapoddal a 8622-es út, Kőszeggel pedig a 8627-es út köti össze. Határszélét délen, egy rövid szakaszon érinti még a 8612-es út is.
A hazai vasútvonalak közül a Győr–Sopron-vasútvonal érinti, amelynek egy megállási pontja van itt, Fertőszentmiklós vasútállomás, amely a belterület északnyugati részén helyezkedik el. Az állomást korábban érintette a Fertővidéki Helyiérdekű Vasút is, de erre már csak az az elágazás emlékeztet, amely a határon keresztül az ausztriai Pomogy (Pamhagen) felé vezet; a vasút innen délebbre elnyúló, egykor Répcelakon át egészen Celldömölkig húzódó szakaszát még 1979-ben megszüntették.

## Nevének eredete
A város területén keresztül folyó Ikva patak két részre osztja a valamikor különálló két települést. Ezt tükrözi a település nevének kettőssége is, amely 1905-ig, a települések összevonásáig állt fenn. Szentmiklósnak illetve Szerdahelynek nevezték őket.
1228-ban említették először Terra Neweg alakban. A tatárjárásban csaknem kipusztult a lakosság, halászokat telepítettek a faluba, az ő védőszentjük Szent Miklós. Egy 1274-es oklevélben említik újra esslesia S. Nicolai írásmóddal. Az Ikvától nyugatra fekvő területet 1261-ben említik, nevét Villa Sceredahel alakban írva.
1898-ban Fertőszentmiklós-Szerdahely, majd 1905-ben kapta meg a Fertőszentmiklós nevet.

## Címere
A csücskös pajzs piros mezejében zöld talajon áll a nyitott kapuval ábrázolt kakasos torony. A torony mellett jobbról látható hatágú csillag arany, a balról látható növekvő félhold ezüst színű. Úgy a kakas, mint a csillag és félhold a címernek díszítő eleme. A Szentmiklósi címerben a nyitott kapu a mezővárosi jelleget - a városi levegő szabaddá tesz -, a félhold pedig a török idők emlékeit őrzi. A címer klasszikusan egyszerű, heraldikailag helyesen komponált, a vármegye egyik legszebb jelképe. Nagy erénye, hogy az eredeti pecsétképet idézi, töretlen folytonosságot mutat és megjeleníti nemzeti színeinket." (Hoppál Dezső címertervező)
Címeres pecsétjét a község 1848-ig használta. E régi községcímert használja körbélyegzőjében 1987 óta elsőként a Községvédő és Szépítő Egyesület. Az önkormányzat a 8/1992.(X.26.) KT rendelete a Szervezeti és Működési Szabályzat I. fejezet 1. § (3) bekezdésében fogadta el a címer használatát. A középkori oklevelek szerint már a XV. század végén mezővárosként említik a települést.
Az első címeres pecsétlenyomat SIGILLUM S NICOLAUS körirattal, a pecsét mezejében szemben álló torony nyitott kapuval, felette egymás mellett ablakkal. A torony tetején jobbra néző kakas, a torony mellett jobbról hatágú csillag, balról növekvő félhold, felettük évszám megosztva: 17 10 . 28 MM. A pecsét megtalálható 1579 évszámmal is. Sopron vármegye Fertőszentmiklós Község 1906 felirattal körpecsét található. A fentebb leírt torony itt ezüst, a csillag arany, a hold ezüst színű, és az egész egy csücskös piros ( vörös ) mezőben, zöld talajon áll. Szerdahely, POSS. ZEREDAHEL 1324 . Hg Eszterházy, Bezerédi, Ürményi vegyes költ. A pecsét mezejében jobbra néző lebegő ekevas, kétoldalt 1-1 pálmalevél. Fölül SH monogram, efölött 17 67. 20MM.

## Története
A tatárjáráskor majdnem kipusztult az egész falu lakossága.
1274-ben a Kanizsaiak birtoka volt, a 15. század végi oklevelek mezővárosként említik. 1535-ben lett tulajdonosa Nádasdy Tamás. Fejlődését török támadások gátolták. Régi templomában a 16. század végétől 1660-ig a protestánsok miséztek; ekkor a törökök elpusztították. A helyette épült templom 1722-ben leégett, „az kriptában is megégtek a koporsók... oltárai elégtek, az harangok elolvadtak”. A ma is álló templom eredetijét 1725-ben emelték; az újbarokk részt 1935-ben toldották hozzá.
A Fertőszentmiklós–Nezsider-vasútvonalat 1897-ben építették meg.

### Mai élete
- Az 1980-as években felépült az általános iskola
- 1990-ben bevezették a gázt
- 2008. július 1. óta város

## Közélete

### Polgármesterei
- 1990–1994: Lakatos Tibor (független)[6]
- 1994–1998: Lakatos Tibor (független)[7]
- 1998–2002: Lakatos Tibor (független)[8]
- 2002–2006: Horváth Tibor (független)[9]
- 2006–2010: Horváth Tibor (független)[10]
- 2010–2014: Horváth Tibor (Fidesz–KDNP)[11]
- 2014–2019: Horváth Tibor (Fidesz–KDNP)[12]
- 2019–2024: Horváth Tibor (Fidesz–KDNP)[13]
- 2024– : Horváth Tibor (Fidesz–KDNP)[1]

## Népesség
A település népességének változása:
| Lakosok száma | 3876 | 3870 | 3854 | 3935 | 3902 | 3898 | 3939 |
|               | 2013 | 2014 | 2015 | 2021 | 2022 | 2023 | 2024 |

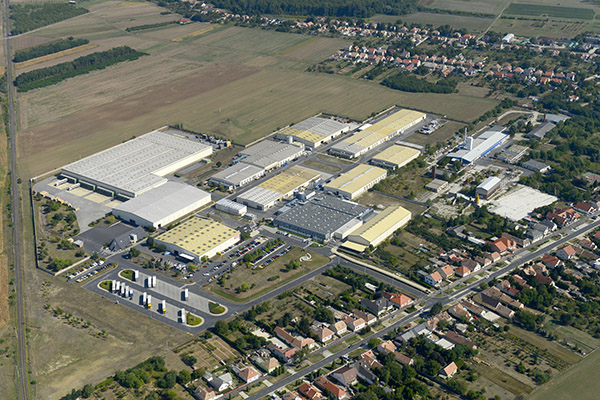
Fertőszentmiklós, Velux gyár légi felvételen

A 2011-es népszámlálás során a lakosok 89,8%-a magyarnak, 0,2% cigánynak, 3,4% németnek mondta magát (10% nem nyilatkozott; a kettős identitások miatt a végösszeg nagyobb lehet 100%-nál). A vallási megoszlás a következő volt: római katolikus 75,5%, református 1,1%, evangélikus 1,3%, görögkatolikus 0,1%, felekezeten kívüli 3,4% (18,3% nem nyilatkozott).
2022-ben a lakosság 93,2%-a vallotta magát magyarnak, 2,8% németnek, 0,2% cigánynak, 0,1-0,1% lengyelnek, horvátnak, bolgárnak, ukránnak, szlováknak és románnak, 2,2% egyéb, nem hazai nemzetiségűnek (6,4% nem nyilatkozott; a kettős identitások miatt a végösszeg nagyobb lehet 100%-nál). Vallásuk szerint 59,8% volt római katolikus, 2,4% református, 1,5% evangélikus, 0,2% görög katolikus, 0,6% egyéb keresztény, 0,9% egyéb katolikus, 5,8% felekezeten kívüli (28,5% nem válaszolt).

## Látnivalók
- Csodatévő Mária-szobor – ezt állítólag[16] egy Bezerédy Vörös Gergely nevű ember állította 1460 táján
- Pietà-szobor
- Szent István, Felsőbüki Nagy Pál és Petőfi Sándor szobrai
- Bezerédj-kastély
- Műemlék római katolikus plébániatemplom
- Turul-szobor[17]

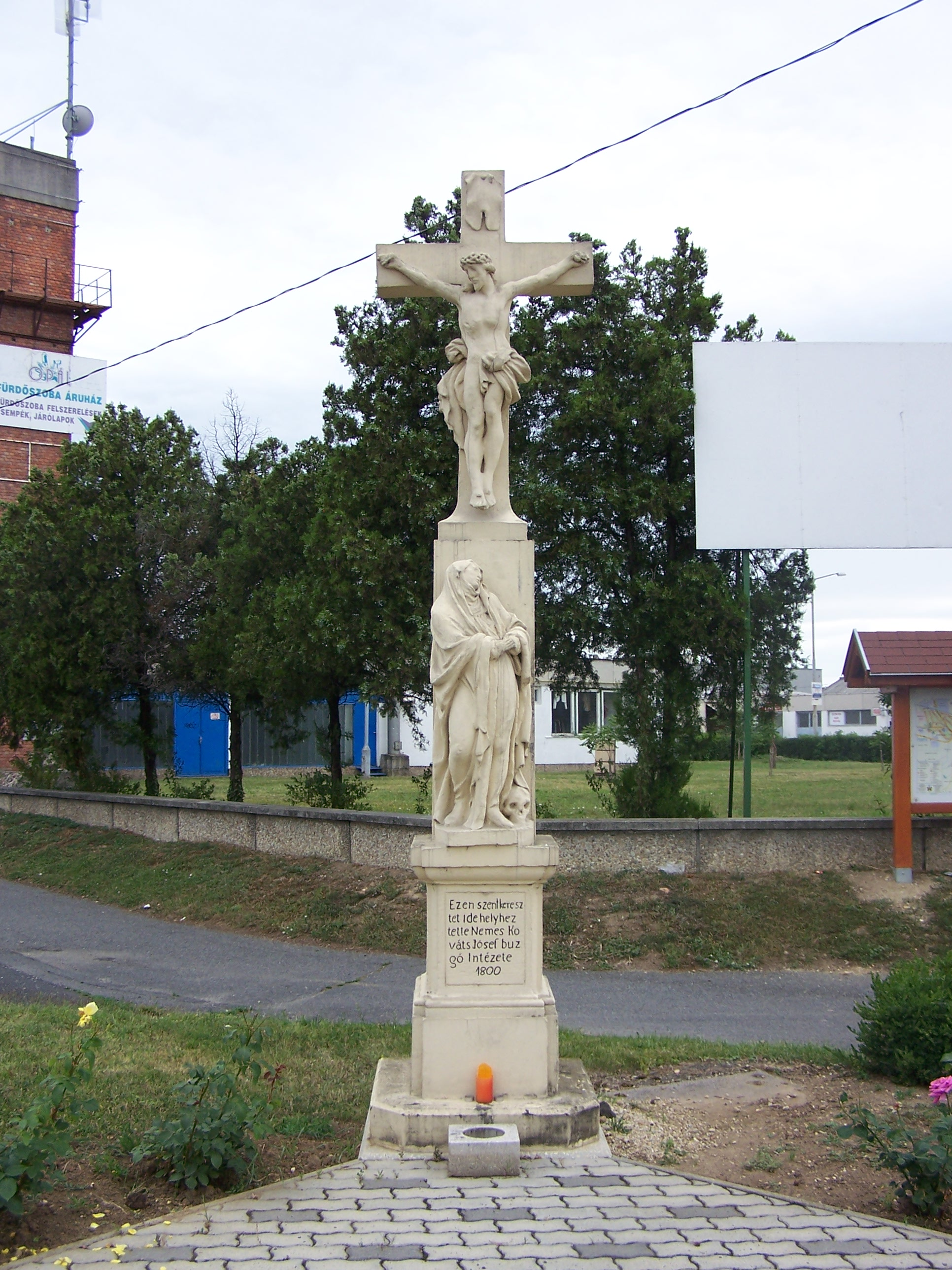
Feszület (4123. számú műemlék)
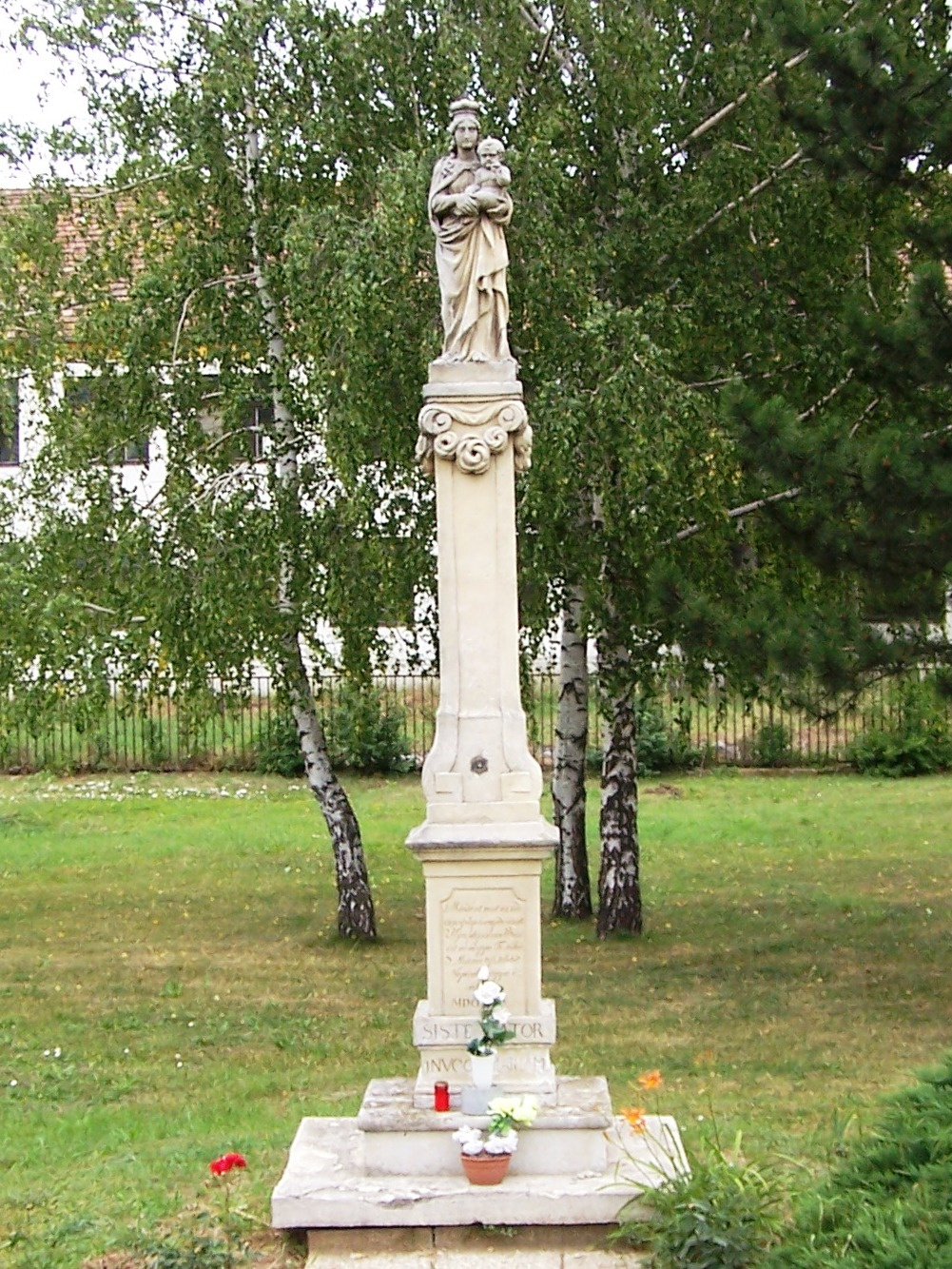
Mária-oszlop
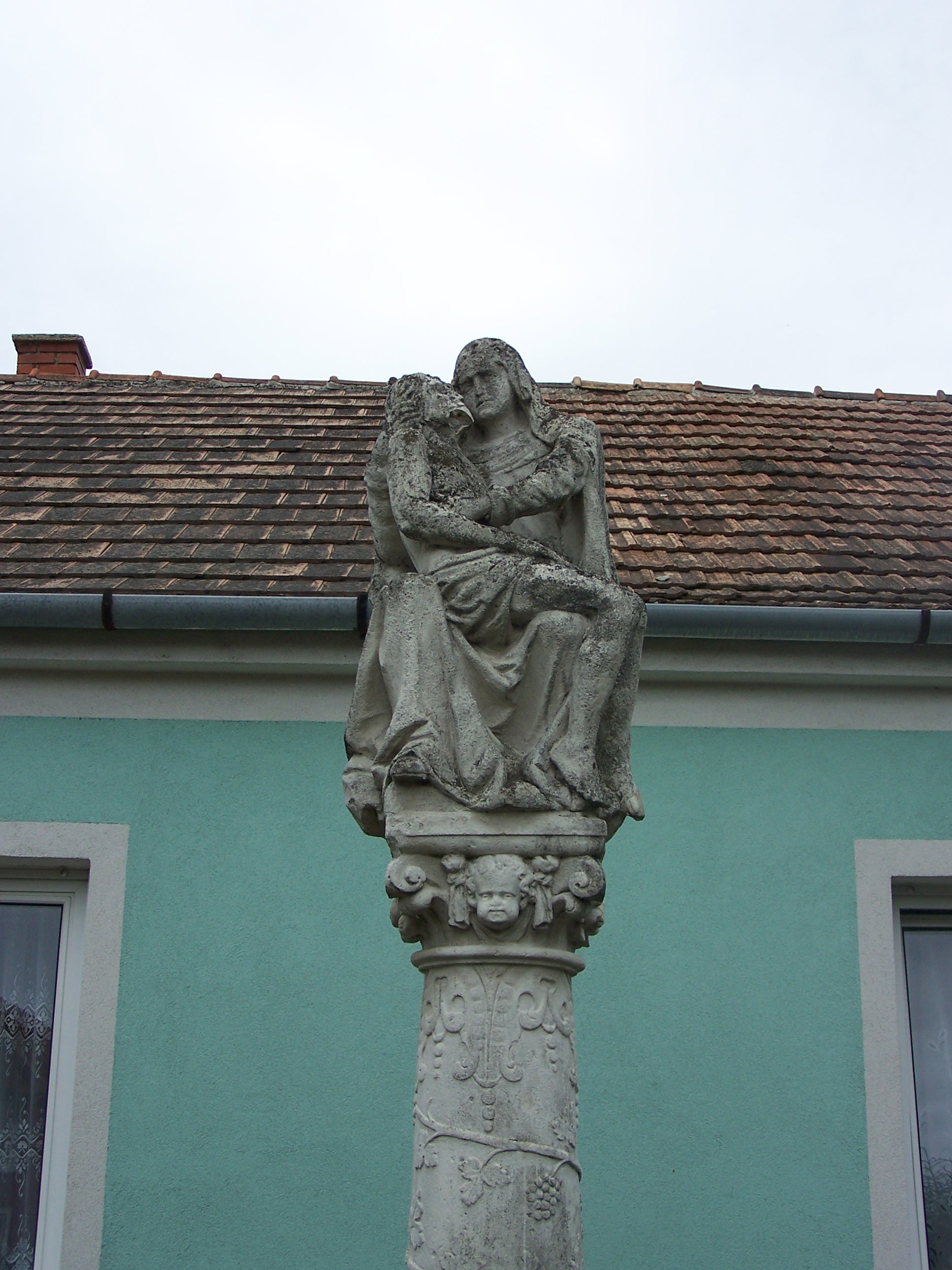
Pietà-oszlop
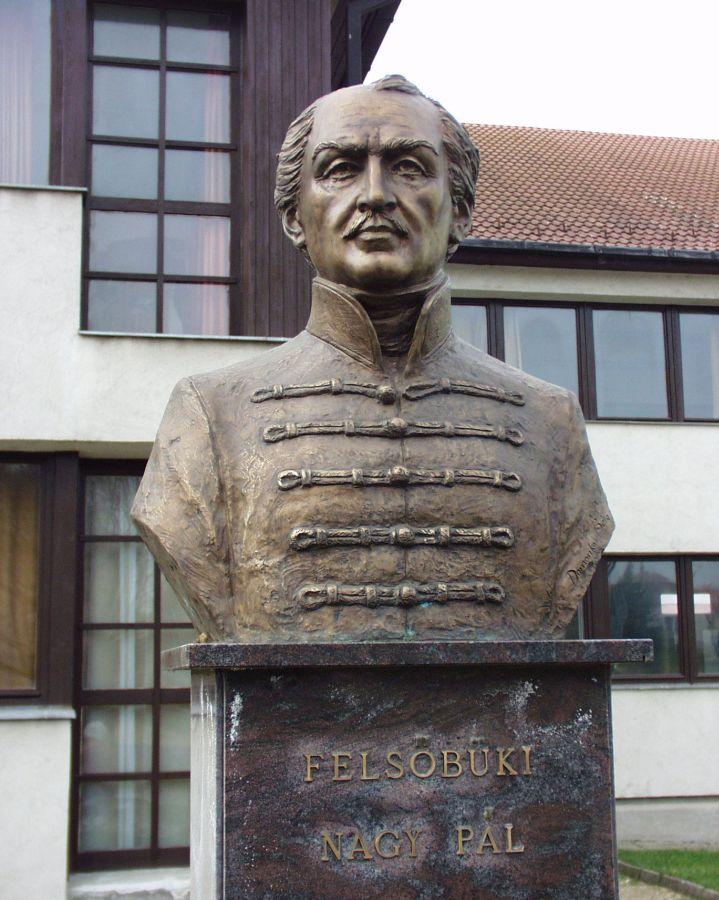
Felsőbüki Nagy Pál szobra az iskola előtt
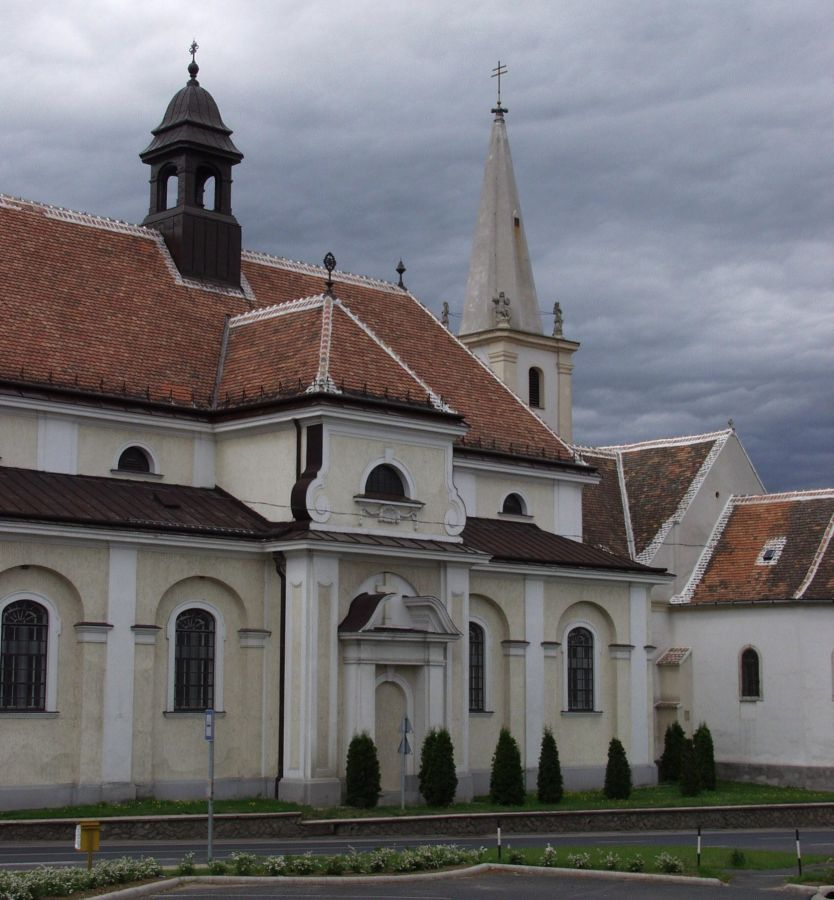
Szent Miklós-templom
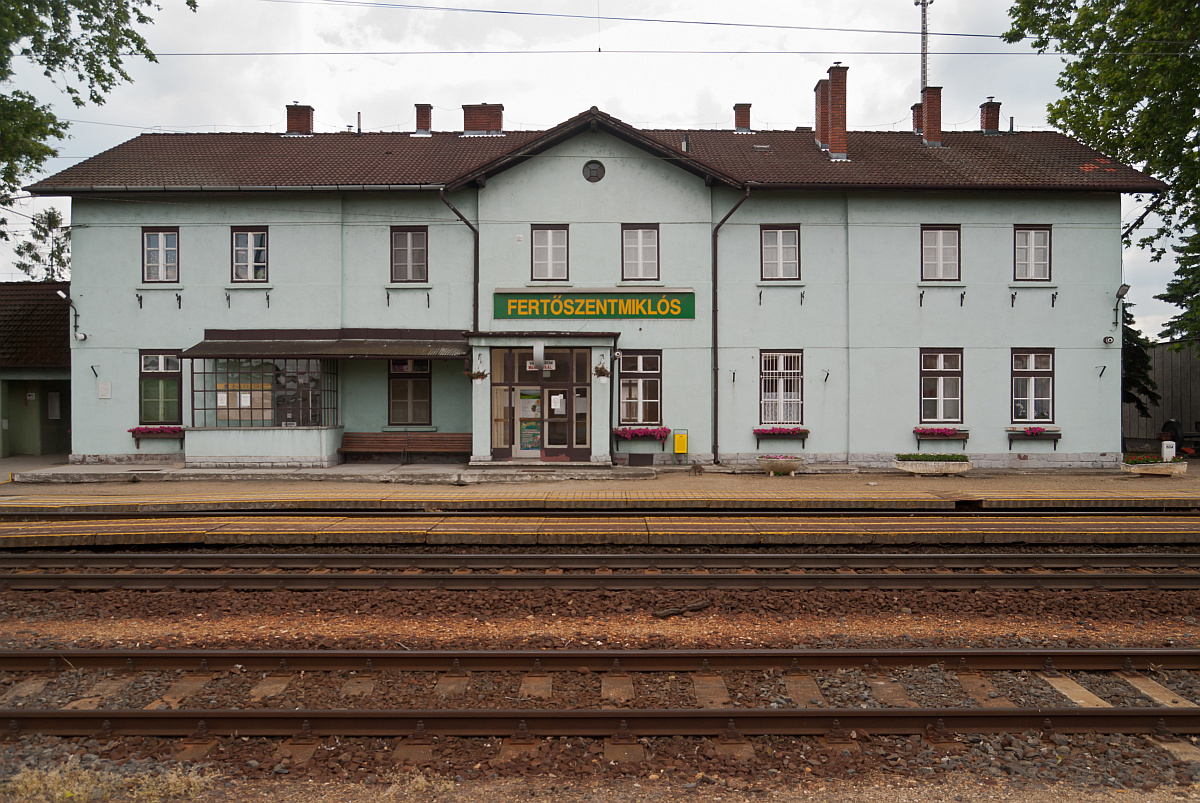
Vasútállomás

A település közelében:
- Esterházy-kastély (Fertőd)
- Széchenyi-kastély (Nagycenk)
- Fertő–Hanság Nemzeti Park
- Fertő-táj

## Nevezetes emberek
- Joseph Haydn zeneszerző – plébániai anyakönyvek bizonyítják itteni tartózkodását.
- Itt született Felsőbüki Nagy Pál (1777–1851), a 19. század első harmadának liberális politikusa és nagy szónoka, a reformmozgalom egyik elindítója. Egykori szülőháza az általános iskola alsó tagozatának épülete, melyet emléktábla díszít. Sírja a fertőszentmiklósi temetőben található.
- Bezerédj István  (1796–1856) – Szerdahelyen született reformpolitikus, a hazánkban elsőként önadózó és jobbágy-felszabadító nemes. Többször megfordult István első felesége, Bezerédj Amália is, aki a magyar kisdedóvás és gyermekirodalom úttörője. E családból származott Bezerédj Imre, a Rákóczi-szabadságharc híres brigadérosa, valamint Bezerédj Pál, a magyar selyemhernyó-tenyésztés és fonóipar kiemelkedő alakja.
- Itt lakott Lukinich Mihály (1811–1872), az 1848/49-es országgyűlés kapuvári kerületének követe, aki 1848 októberétől a vármegye kormánybiztosa is volt. Egykori lakóhelyét emléktábla őrzi (Mátyás király u.1.).
- Itt született Fábián Károly (1938–) vegyészmérnök, a Petőházi Cukorgyár egyik igazgatója, országgyűlési képviselő (1985–1990).
- Itt született Borsits László (1939–) vezérezredes, a Magyar Néphadsereg utolsó és a Magyar Honvédség első vezérkari főnöke.
- Itt született Ternyák Csaba (1953–) római katolikus pap. 1993-ban szentelték püspökké, 2007. március 15. óta egri érsek.
- Itt töltötte gyermekkorát Fábián Miklós (ismertebb nevén luckeY), az egyik legismertebb magyar YouTuber, streamer

## Testvértelepülések
- Pleidelsheim Németország (1994)
- Újvároska Felvidék (2003)